# Сварди
Сварди (итал. Suardi) је насеље у Италији у округу Павија, региону Ломбардија.
Према процени из 2011. у насељу је живело 651 становника. Насеље се налази на надморској висини од 84 м.

## Становништво
Према резултатима пописа становништва 2011. у општини је живело 651 становника.
| 1931. | 1936. | 1951. | 1961. | 1971. | 1981. | 1991. | 2001. | 2011. |
| ----- | ----- | ----- | ----- | ----- | ----- | ----- | ----- | ----- |
| 1.195 | 1.108 | 1.047 | 960   | 825   | 709   | 698   | 703   | 651   |